# Tatort: Schattenleben
Schattenleben ist ein Fernsehfilm aus der Krimireihe Tatort. Der vom NDR produzierte Beitrag ist die 1204. Tatort-Episode und wurde am 12. Juni 2022 im SRF, im ORF und im Ersten ausgestrahlt. Es ist der 17. Fall von Kriminalhauptkommissar Thorsten Falke und der elfte seiner Kollegin Julia Grosz.

## Handlung
Bei einem vermutlich politisch motivierten Brandanschlag gegen den Polizisten Bastian Huber wird dessen Frau Nina schwer verletzt und erliegt später ihren Verletzungen. Die LKA-Ermittler Falke und Grosz werden hinzugezogen und konzentrieren sich sogleich auf eine Hamburger linksautonome Gruppierung, da einiges in diese Richtung deutet und in den letzten Wochen bereits ähnliche kleinere Anschläge auf Polizisten erfolgt waren.
Am nächsten Tag wird Grosz von Ela Erol kontaktiert, die sie von früher kennt, als sie mit ihr eine lesbische Beziehung pflegte. Erol, die derzeit verdeckt in der linken Szene für das Hamburger Landeskriminalamt ermittelt, deutet verängstigt Grosz gegenüber an, sie könne ihren Kollegen nicht mehr trauen. In einem späteren Telefonat bittet sie Grosz telefonisch um Hilfe, dabei wird sie überfallen und entführt. Grosz bezieht ihren Kollegen Falke sofort mit ein und beide ermitteln auf unterschiedlichen Wegen. Während Falke sich als Mittelsmann bereithält, ermittelt Grosz verdeckt in Ela Erols FLINTA-WG, einer männerfreien linken Szene, zu der Nana Jakelski und Maike Nauener gehören. Dort macht man sich ebenfalls Sorgen um Erol, weil sie spurlos verschwunden und auch telefonisch nicht erreichbar ist. Grosz gelingt es schnell, das Vertrauen von Nauener zu gewinnen, die sie ermutigt, bei ihnen zu bleiben. So erfährt die Ermittlerin, dass die Gesuchte seit geraumer Zeit von ihrem Exfreund gestalkt worden war. Gemeinsam können sie den Mann ausfindig machen, und Grosz gibt dessen Adresse telefonisch an Falke weiter.
Falke hat inzwischen einen neuen Mitarbeiter angefordert. Seine Wahl fällt auf Thomas Okonjo. Der findet heraus, dass Huber und einige seiner Kollegen bei Verhaftungen in der linken Szene übermäßig gewaltsam vorgegangen sind. Dadurch ergeben sich zahlreiche Verdächtige, die gegenüber Huber Rachegelüste haben könnten. So ganz bestätigt sich den beiden Ermittlern diese Motivation allerdings nicht, denn die Überprüfung der von Grosz ermittelten Adresse führt zu Carsten Maier, einem Polizisten, dessen Auto zum Zeitpunkt des Brandanschlages in der Nähe von Hubers Haus geparkt war. Es stellt sich auch heraus, dass er nicht ein angeblicher Exfreund, sondern der Ehemann der Vermissten ist. Somit wird klar, dass der Anschlag und das Verschwinden von Ela Erol in unmittelbarem Zusammenhang stehen. Falke sucht Carsten Maier auf, der angibt, das Auto seiner Frau überlassen zu haben. Sie sei beruflich öfter mal ein paar Tage weg, weshalb er sich bis jetzt noch keine Sorgen um sie gemacht hätte. Seiner Meinung nach hätte sich seine Frau aber von zwei Frauen der linken Szene bedroht gefühlt. Falke entdeckt dabei Unstimmigkeiten, denn Grosz kann das nach ihren Recherchen in der Szene nicht bestätigen. Im Gegenteil: Erol hatte sich sogar in eine der Frauen dort verliebt, was ihrem Mann ganz und gar nicht gefallen haben dürfte. Falke fährt noch einmal zu Carsten Maier, wo er Hinweise dafür findet, dass er seiner Frau etwas angetan haben muss. Als Maier ihn dabei überrascht, schlägt er Falke nieder. Grosz, die wenig später eintrifft, setzt Maier mit einem gezielten Schuss in den Unterschenkel außer Gefecht.
Erol wollte ihren Mann für eine Frau verlassen, was dieser nicht hinnehmen „konnte“; er tötete sie aus Wut. Zuvor hatte er versucht, sie von der autonomen Gruppe zu lösen, indem er gezielt Brandanschläge verübte, um die Gruppe dafür verantwortlich machen zu können. Dabei wurde versehentlich die Frau seines Kollegen Huber so schwer verletzt, dass sie später verstarb.

## Hintergrund
Der Film wurde vom 27. April 2021 bis zum 27. Mai 2021 in Hamburg gedreht.
Er wurde nach den Regeln des Inclusion Rider gedreht. „Die Entscheidung für einen Inclusion Rider soll zeigen, dass auch wir als Kreative Verantwortung übernehmen, unsere Branche chancengerecht, inklusiv und pluralistisch zu gestalten“ (Regisseurin Mia Spengler).

## Rezeption

### Einschaltquote
Bei der Erstausstrahlung von Schattenleben am 12. Juni 2022 verfolgten in Deutschland insgesamt 6,91 Millionen Zuschauer die Filmhandlung, was einem Marktanteil von 26,7 Prozent für Das Erste entsprach. In der als Hauptzielgruppe für Fernsehwerbung deklarierten Altersgruppe von 14–49 Jahren erreichte Schattenleben  1,41 Millionen Zuschauer und damit einen Marktanteil von 23,0 Prozent in dieser Altersgruppe.

### Kritiken
Die freiberufliche Journalistin Martina Kalweit analysierte für tittelbach.tv: „Polizeigewalt gegen freiheitsliebende Anarchos. Ein Klassiker mit frischen Gesichtern, die sich an ausgesuchten Orten auf den Kampf vorbereiten, einander aber nie ins Auge blicken. Falke und Grosz agieren als Mittler. Die Milieus sind sorgfältig eingerichtet, beschränken sich jedoch auf zwei, drei Straßenecken. Ein Mosaik verschiedener Lebenswelten, das Rendezvous mit einer neuen Julia Grosz. Der Fall mäßig spannend.“ „Betrachtet man den ‚Tatort – Schattenleben‘ noch einmal unter der Prämisse seiner besonderen Produktionsbedingungen, so überzeugt das unverkrampfte Zusammenspiel vor der Kamera. Hamburg, erst recht der Kiez, bieten dafür ein dankbares Pflaster. Schade wäre allerdings, wenn von nun an alte weiße Männer nur noch dement oder böse sein dürfen und in einer Elbvilla niemals mehr ein Mord geschieht.“
Bei der online-Plattform Film-Rezensionen wertete Oliver Armknecht: „‚Tatort: Schattenleben‘ nimmt sich gleich zwei wichtiger Themen an, wenn linke Gewalt und Polizeigewalt aufeinandertreffen. Das klingt spannend, ist jedoch im Gegenteil ein ziemlich langweiliger Film. Weder hat er etwas als Krimi zu bieten, noch als Gesellschaftsporträt, zumal er sich vor eindeutigen Antworten drückt.“
Christian Buß schrieb im Spiegel „Der Einsatz von Musik als Chiffre der Gesinnung funktioniert in diesem »Tatort« tadellos. Dargeboten wird Punk in all seinen widerstreitenden, unversöhnlichen Facetten, die für die widerstreitenden, unversöhnlichen Facetten des Linksseins stehen. […] Ein Polizei-Thriller im Pogo-Modus.“
Die Frankfurter Allgemeine Zeitung wertete: „Sieht man den Staat und seine Organe als institutionalisierten Ausdruck der moralischen Prinzipien, zu denen sich eine Gesellschaft verpflichtet, bedarf der Einsatz verdeckter Ermittler einer besonderen Begründung. Selbst innerhalb der Justiz und der Strafverfolgungsbehörden ist ihre Rolle umstritten.“
Christian Lukas kritisiert für quotenmeter: Es ist „Franziska Weisz, die diesen ‚Tatort‘ von der ersten bis zur letzten Minute trägt. Sie ist nahezu omnipräsent.“ Der Film an sich überzeugte den Kritiker allerdings nicht: „Die gesamte Geschichte rund um die WG, um Julia Grosz’ Undercovereinsatz, über die Gefahren, in die sie sich begibt: wird durch eine 08/15-Auflösung ad absurdum geführt. Die Auflösung ist so schlaff und vorhersehbar, man fragt sich wirklich, ob dies tatsächlich das Originalende des Drehbuches gewesen ist – oder ob während des Vorproduktionsprozesses eine Art Kompromiss gefunden werden musste. Ein Kompromiss jener Art, in der man eine unsympathische Figur opfert, um das Geschehen noch einmal ausführlich über die anderen Figuren und ihre Rollen reflektieren zu können.“